# کونستانتین لولودیس
کونستانتین لولودیس (انگلیسی: Constantine Louloudis؛ زادهٔ ۱۵ سپتامبر ۱۹۹۱) قایقران روئینگ اهل بریتانیا است.
وی در مسابقات کشوری و بین‌المللی در مجموع برندهٔ ۳ مدال طلا، ۱ مدال برنز شده‌است.